# Лейк-Бронсон (Миннесота)
Лейк-Бронсон (англ. Lake Bronson) — город в округе Китсон, штат Миннесота, США. На площади 1,6 км² (1,6 км² — суша, водоёмов нет), согласно переписи 2002 года, проживают 246 человек. Плотность населения составляет 158,4 чел./км².
- Телефонный код города — 218
- Почтовый индекс — 56734
- FIPS-код города — 27-34136[1]
- GNIS-идентификатор — 0646332[2]